# Leo Lipesker
 Leo Lipesker (Rosario, provincia de Santa Fe, Argentina, 1 de enero de 1916 – 1 de octubre de 1979) cuyo nombre real era León Lipezker fue un violinista y compositor dedicado al género del tango. Era hermano del músico y productor musical Santos Lipesker.

## Biografía
Era el tercer hijo de los seis que tuvieron José Lipezker y Ana Dobin, inmigrantes judíos provenientes del Imperio ruso. Se radicó en Buenos Aires en 1929 e ingresó a la orquesta de Pedro Maffia, con quien estuvo siete años, hasta pasar a desempeñarse como primer violín en la orquesta de Miguel Caló. Entre 1953 y 1955 trabajó en la orquesta de Roberto Caló, en la cual fue un elemento importante; de esa etapa se destacan sus solos  en las grabaciones de la orquesta para el sello Orfeo, en La cachila, de Eduardo Arolas y en En fa menor, de Osvaldo Tarantino.

## Actividad profesional
Sin tener una técnica descollante, Lipesker se destacaba  por su gusto para expresar el tango, con un estilo cadencioso, doliente, emparentado con los de José Nieso, Raúl Kaplún y Mauricio Mise, con quienes compartía la escuela violinística judía dentro del tango.
Con espíritu de vanguardia, en 1958 constituyó el cuarteto Los Notables del Tango, junto a Manuel Flores al piano, Leopoldo Federico en bandoneón  y Omar Murtagh en contrabajo, que dejó grabados cuatro tangos (en el registro de Ciudad dormida Osvaldo Berlingieri reemplazó a Flores).
En 1961 Lipezker creó el Primer Cuarteto de Cámara del Tango, con el también violinista Hugo Baralis, la viola de Mario Lalli y el violoncello de José Bragato que llegó a grabar dos larga duración  con arreglos de Pascual Mamone que para ello retornó a la música que había abandonado. Más adelante, formó un sexteto con el violinista Mauricio Misé, el pianista Osvaldo Requena y los bandoneonistas Daniel Lomuto, que grabaron un disco larga duración.
Con Alejandro Romay había creado en Radio Libertad el programa de mucha audiencia Grandes Valores del Tango, y ese vínculo permitió que piezas sin mayores méritos compuestas por Lipesker como  Todo es amor, Por este amor y Puede ser que no te rías. Fueran editados por Julio Korn e incluidos en su repertorio por varios intérpretes, que incluso los grababan, constituyendo lo que Nudler denomina “andamiaje comercial, que fabricaba presuntos éxitos”.
En 1958, dio al cantor Roberto Rufino  un marco orquestal de gran calidad, con arreglos del bandoneonista Luis Stazo y, en 1964, compuso el tango Eslava con Mamone.
Leo Lipesker falleció el 1 de octubre de 1979.